# Allez raconte!
Allez Raconte! é um filme de animação franco-belga-luxemburguês animado em Adobe Flash do gênero fantasia e comédia dirigido por Jean Cristophe-Roger em 2010.